# Río Saramaguacán
El río Saramaguacán es un curso fluvial cubano que recorre 111 km del este de la isla. Nace al este de la provincia de Camagüey y fluye hacia el noroeste, desembocando en la Bahía de Nuevitas. Es uno de los ríos más extensos de Cuba. 
Actúa como un suplemento de agua dulce para la importante ciudad de Camagüey. El principal de los embalses a los que abastece es el "Amistad cubano-búlgara", construido con la cooperación de la entonces República Popular de Bulgaria (1946-1990). Otros embalses que también son abastecidos por este río son "La Mañana de la Santa Ana", "La Atalaya" y el complejo hidroregulador "Las Flores". 